# Tim Sainsbury
Pour les articles homonymes, voir Sainsbury.
Sir Timothy Alan Davan Sainsbury (né le 11 juin 1932) est un homme politique et homme d'affaires au Royaume-Uni.

## Jeunesse
Sainsbury est le plus jeune fils d'Alan Sainsbury, baron Sainsbury, et de sa femme Doreen (née Doreen Davan Adams). Ses frères aînés sont John Sainsbury, baron de Preston Candover, un ancien président de Sainsbury's, et Simon Sainsbury. David Sainsbury, baron de Turville, ancien ministre du Travail des Sciences, est un cousin. Ses arrière-grands-parents, John James Sainsbury et Mary Ann Staples, fondent une épicerie au 173 Drury Lane en 1869, qui devient la chaîne de supermarchés britannique Sainsbury's.
Il fait ses études à la Sandroyd School, au Eton College et au Worcester College, à Oxford.

## Carrière dans les affaires
Tim Sainsbury rejoint Sainsbury's en 1956. En 1959, il est l'adjoint de Fred Salisbury (le premier directeur non-Sainsbury de la société). Il est nommé directeur des domaines, architectes et ingénieurs en 1962. Dans ce poste, il est chargé de convertir tous les autres magasins de service au comptoir en libre-service et de moderniser les magasins en libre-service antérieurs.
Lorsque la société est cotée à la Bourse de Londres le 12 juillet 1973 sous le nom de J Sainsbury plc, sa famille à l'époque garde le contrôle avec une participation de 85%. Alors que son cousin, David Sainsbury, hérite de la totalité des 18% de participation de son père Robert Sainsbury, Tim Sainsbury doit partager la participation de 18% de son père Alan Sainsbury avec ses frères JD Sainsbury et Simon Sainsbury, et ils en détiennent donc 6% chacun. On pense que Sir Robert Sainsbury a donné à David Sainsbury l'intégralité de sa participation (plutôt que de la diviser entre David et ses trois filles) afin que David ait plus de poids dans l'entreprise, compte tenu du fait que John Davan Sainsbury, qui devient président en 1969 à la retraite de Sir Robert Sainsbury, a un style de leadership énergique et autocratique, alors que David est toujours plus prudent.
Tim Sainsbury quitte le conseil d'administration en 1983 pour poursuivre sa carrière en politique. En 1992, son frère JD Sainsbury prend sa retraite et est remplacé comme président et chef de la direction par son cousin, David Sainsbury ; cela entraîne un changement de style de gestion - David est plus consensuel et moins hiérarchique, mais pas dans la stratégie. Tesco dépasse Sainsbury's pour devenir la plus grande chaîne de supermarchés du Royaume-Uni en 1995. En conséquence, on pense que JD Sainsbury a demandé à Tim de rejoindre Sainsbury's en tant que directeur non exécutif en 1995 pour soutenir David.
David démissionne en 1998 pour poursuivre une carrière dans la politique, et en 1999, Tim démissionne de son poste de directeur non exécutif, ce qui signifie qu'aucun membre de la famille Sainsbury ne travaille maintenant pour la société.
Le 13 janvier 2006, la société est informée que Sir Timothy Sainsbury n'a plus d'intérêt notifiable dans le capital social émis de la société, sa participation étant désormais inférieure à 3%. Sa femme, qui détenait l'autre moitié de sa participation de 6%, a vendu sa participation dans Sainsbury's pour passer en dessous de 3% la semaine précédente. La famille Sainsbury dans son ensemble contrôle environ 15% de Sainsbury's. Dans le Sunday Times Rich List 2008, sa fortune familiale est estimée à 1,3 milliard de livres sterling.

## Carrière politique
Sainsbury est député conservateur de Hove de 1973 à 1997 et ministre subalterne, comme ministre d'État au Commerce (1990-1992) et ministre de Industrie (1992–94). Il est président de l'Association conservatrice de Hove de 1998 à 2002 et président des Amis conservateurs d'Israël de 1997 à 2005. Il est un patron du Tory Reform Group. En 2019, il annonce son intention de voter libéral-démocrate aux élections générales.En 1992, il est nommé membre du Conseil privé du Royaume-Uni. En 1995, il est fait chevalier.

## Œuvres caritatives
Sainsbury et ses deux frères financent une extension de la National Gallery pour un coût d'environ 50 millions de livres sterling, qui ouvre ses portes en 1991 sous le nom de Sainsbury Wing.
Il est président du Somerset House Trust de 1997 à 2002 et président d'une campagne de 25 millions de livres sterling pour le Worcester College, à Oxford.
Il est nommé administrateur du Victoria & Albert Museum le 17 décembre 2003 et reconduit le 17 décembre 2007. Tim Sainsbury est président du Conseil international de V&A, qui vise à obtenir des dons importants pour le FuturePlan.

## Famille
Il a deux filles, Camilla (née en 1962) et Jessica (née en 1970), et deux fils, James (né en 1962) et Alexander (né en 1968). Camilla est mariée jusqu'à la fin de 2015 à Shaun Woodward (un député qui a quitté les conservateurs pour les travaillistes). Jessica est mariée au Pr Peter Frankopan, professeur d'histoire à l'université d'Oxford.